# Uperotus clava
Uperotus clava is een tweekleppigensoort uit de familie van de Teredinidae. De wetenschappelijke naam van de soort is voor het eerst geldig gepubliceerd in 1791 door Gmelin.